# Buxerolles, Vienne
Buxerolles är en kommun i departementet Vienne i regionen Nouvelle-Aquitaine i västra Frankrike. Kommunen ligger i kantonen Poitiers 2e Canton som tillhör arrondissementet Poitiers. År 2022 hade Buxerolles 10 253 invånare.

## Befolkningsutveckling
Antalet invånare i kommunen Buxerolles
| Referens: INSEE |